# 자니우 쿠아드루스
자니우 다 시우바 쿠아드루스(브라질 포르투갈어: Jânio da Silva Quadros, 1917년 1월 25일 - 1992년 2월 16일)는 브라질의 제22대 대통령이다. 상파울루 시장을 2차례(1953년~1955년, 1986년~1989년) 역임했다. 1960년 대선에서 국민노동당-기독민주당-국민민주연합-공화당-자유당 연합 후보로 대선에 출마해 당선, 1961년 1월 31일부터 8월 25일까지 6개월여간 대통령을 지냈으며, 주앙 굴라르 부통령에게 직무대행을 부탁한 이후 사임하였다.

## 역대 선거 결과
| 선거명      | 직책명          | 대수 | 정당               | 득표율 | 득표수      | 결과 | 당락 |
| ----------- | --------------- | ---- | ------------------ | ------ | ----------- | ---- | ---- |
| 1960년 선거 | 브라질의 대통령 | 22대 | 국민노동당(PTN)    | 48.26% | 5,636,623표 | 1위  |      |
| 1982년 선거 | 상파울루 주지사 | 27대 | 브라질 노동당(PTB) | 13.62% | 1,447,328표 | 3위  | 낙선 |
| 1985년 선거 | 상파울루 시장   | 44대 | 브라질 노동당(PTB) | 39.33% | 1,572,454표 | 1위  |      |

## 같이 보기
- 브라질의 대통령 목록
- 1964년 브라질 쿠데타

## 참고 자료
- 위키미디어 공용에 자니우 쿠아드루스 관련 미디어 분류가 있습니다.